# Campeonato de Segunda División 1921 (Argentina)
El Campeonato de Segunda División 1921 fue el vigésimo tercer torneo de Segunda División y el vigésimo segundo campeonato de la tercera categoría. Fue organizado por la Asociación Argentina de Football.
Los nuevos participantes fueron los afiliados debutantes Caseros, Chacarita Juniors, Ituzaingó, Monserrat, Olivos y Varela Juniors.
El torneo consagró campeón a Huracán III.
Por su parte, el torneo de la Asociación Amateurs fue ganado por Villa Crespo.

## Ascensos y descensos
| Pos.  | Ascendidos a División Intermedia 1921 |
| ----- | ------------------------------------- |
| 1.°   | Dock Sud                              |
| Prom. | Morón                                 |

| Descendidos de División Intermedia 1920 |
| --------------------------------------- |
| No hubo                                 |

## Sistema de disputa
Los equipos fueron divididos en dos zonas geograficas, donde se enfrentaron bajo el sistema de todos contra todos a dos ruedas.
Los ganadores de cada zona se enfrentaron en la final, donde se definió a un campeón.

## Equipos participantes
| Equipo                               | Ciudad       |
| ------------------------------------ | ------------ |
| All Boys III                         | Buenos Aires |
| Barracas III                         | Buenos Aires |
| Caseros                              |              |
| Chacarita Juniors                    | Buenos Aires |
| Compañía General de Buenos Aires III | Buenos Aires |
| El Porvenir III                      | Gerli        |
| Huracán III                          | Buenos Aires |
| Ituzaingó                            | Ituzaingó    |
| Municipal                            |              |
| Monserrat                            |              |
| Nacional                             | Adrogué      |
| Olivos                               |              |
| Olivos II                            |              |
| Palermo III                          | Buenos Aires |
| Varela Juniors                       |              |

## Zona Norte

### Tabla de posiciones
| Pos | Equipo            |
| --- | ----------------- |
| —   | Caseros           |
| —   | Chacarita Juniors |
| —   | El Porvenir III   |
| —   | Nacional (A)      |
| —   | Sp. Olivos        |
| —   | Sp. Olivos II     |
| —   | Sp. Palermo III   |
| —   | Varela Juniors    |

|  | Finalista. |

### Resultados
| 15 de mayo | Chacarita Juniors | vs. | El Porvenir III |  |  |

| 3 de julio | Chacarita Juniors | vs. | Nacional (A) |  |  |

| 17 de julio | Chacarita Juniors | vs. | Sp. Olivos |  |  |

| 7 de agosto | Chacarita Juniors | vs. | Varela Juniors |  |  |

| 20 de noviembre | Sp. Olivos II | vs. | Chacarita Juniors |  |  |

## Zona Oeste

### Tabla de posiciones
| Pos | Equipo                               |
| --- | ------------------------------------ |
| 1.º | Huracán III                          |
| —   | All Boys III                         |
| —   | Sp. Barracas III                     |
| —   | Compañía General de Buenos Aires III |
| —   | Ituzaingó                            |
| —   | Monserrat                            |
| —   | Municipal                            |

|  | Finalista. |

## Final
|  |  | vs. | Huracán III |  |  |

|                                 |
|                                 |
| Campeón Huracán III 1.er título |